# Kustovnice cizí

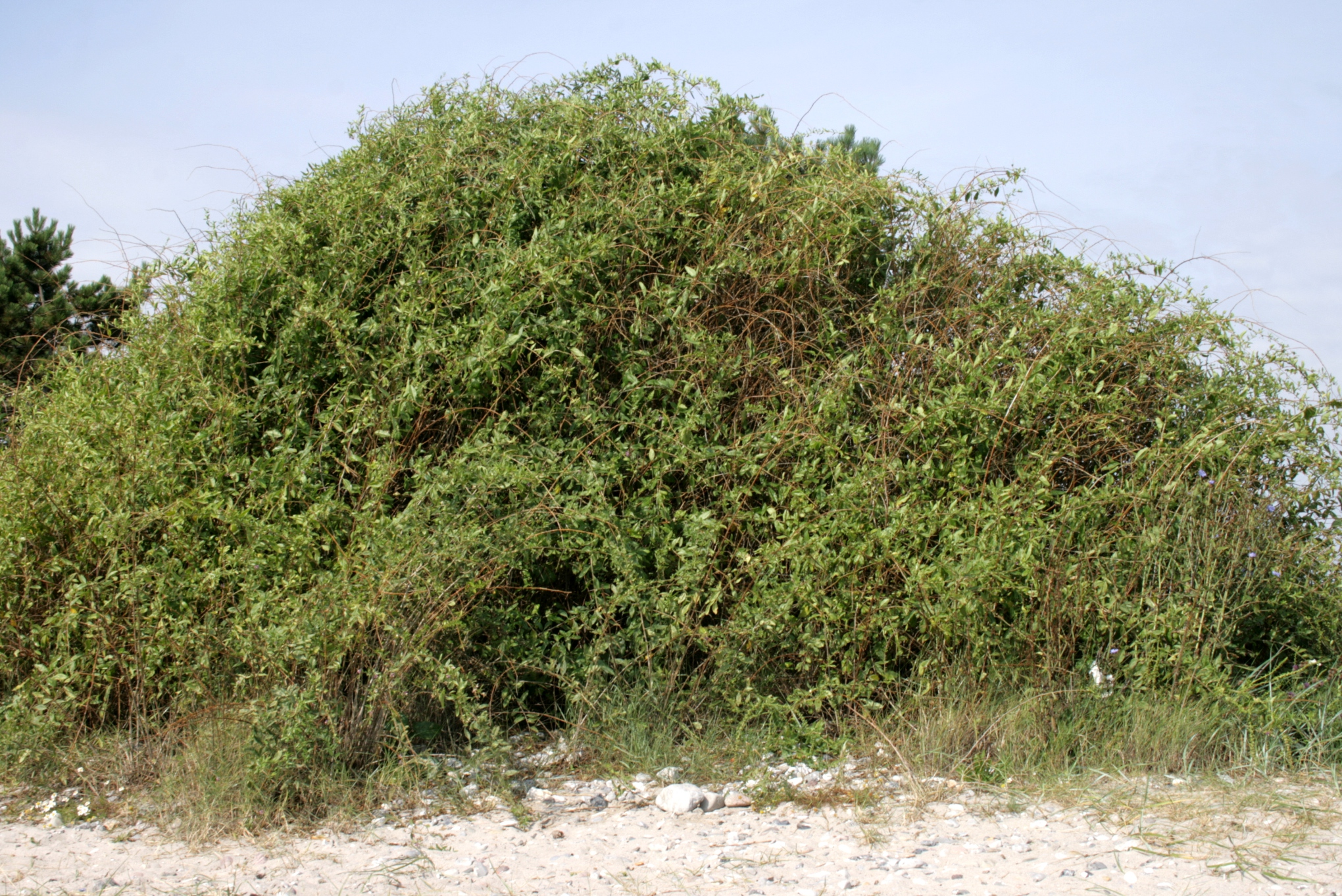
Vzrostlý keř kustovnice cizí

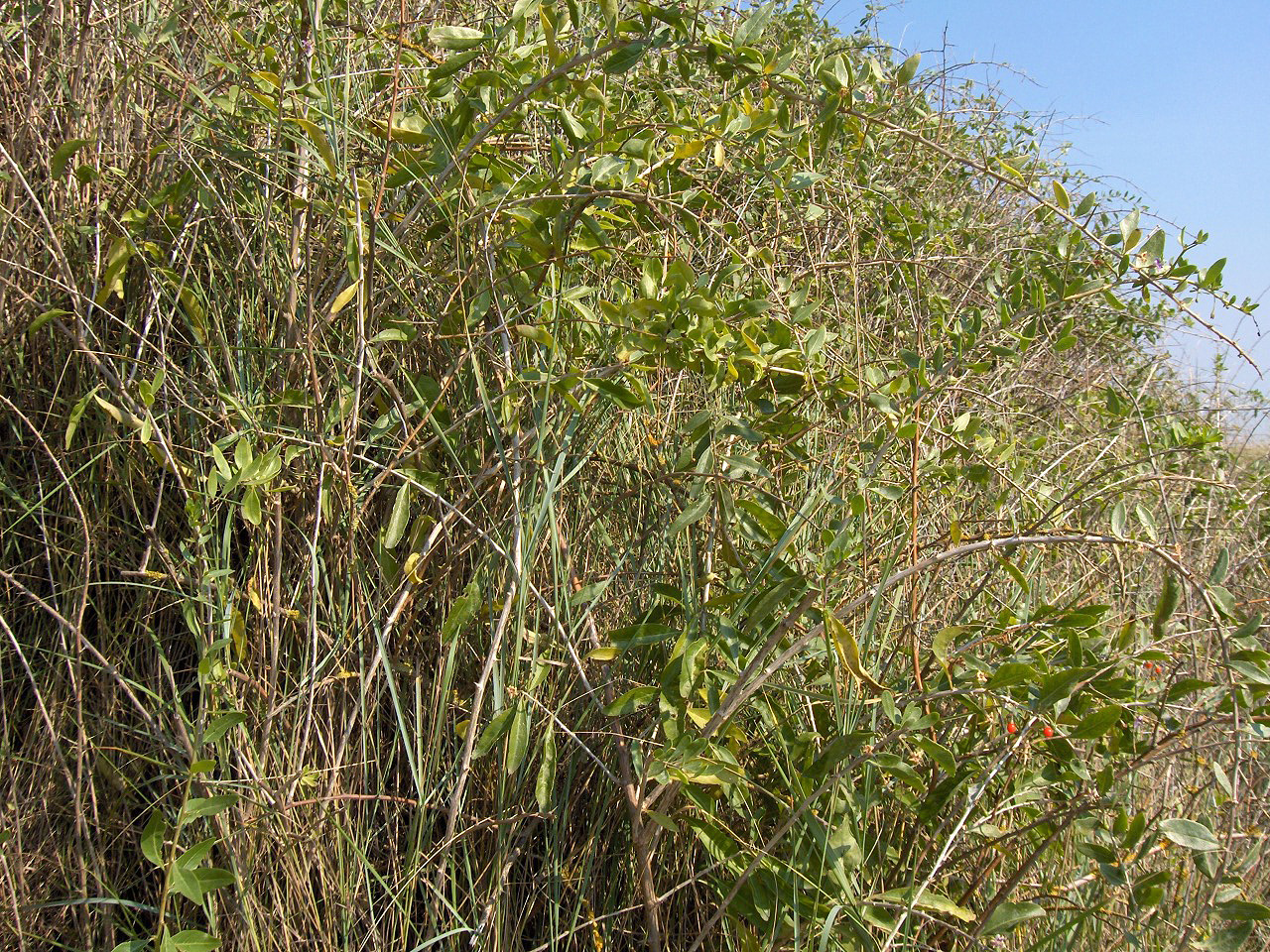
Část starší dřeviny

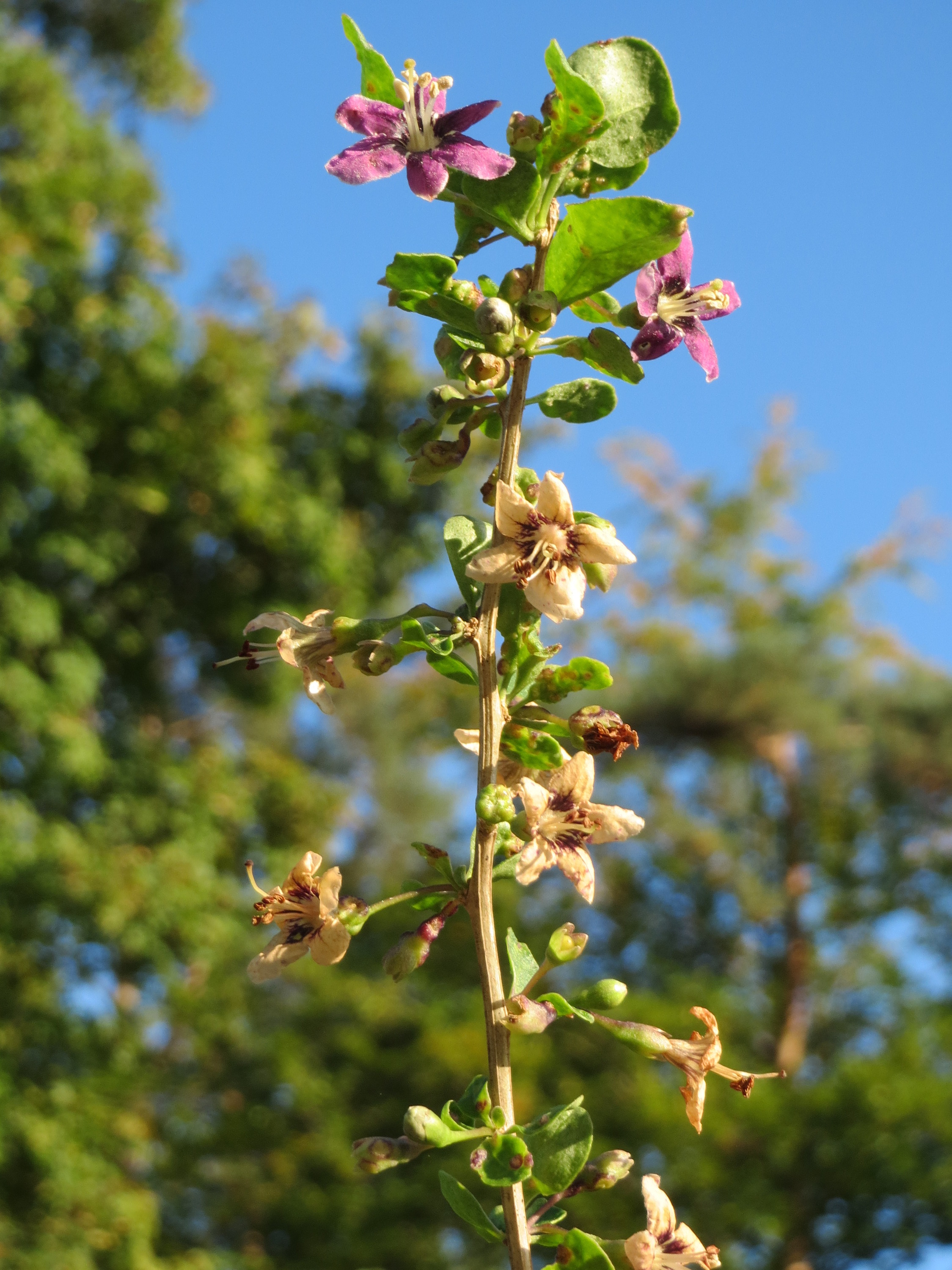
Od spodu odkvétající letorosty

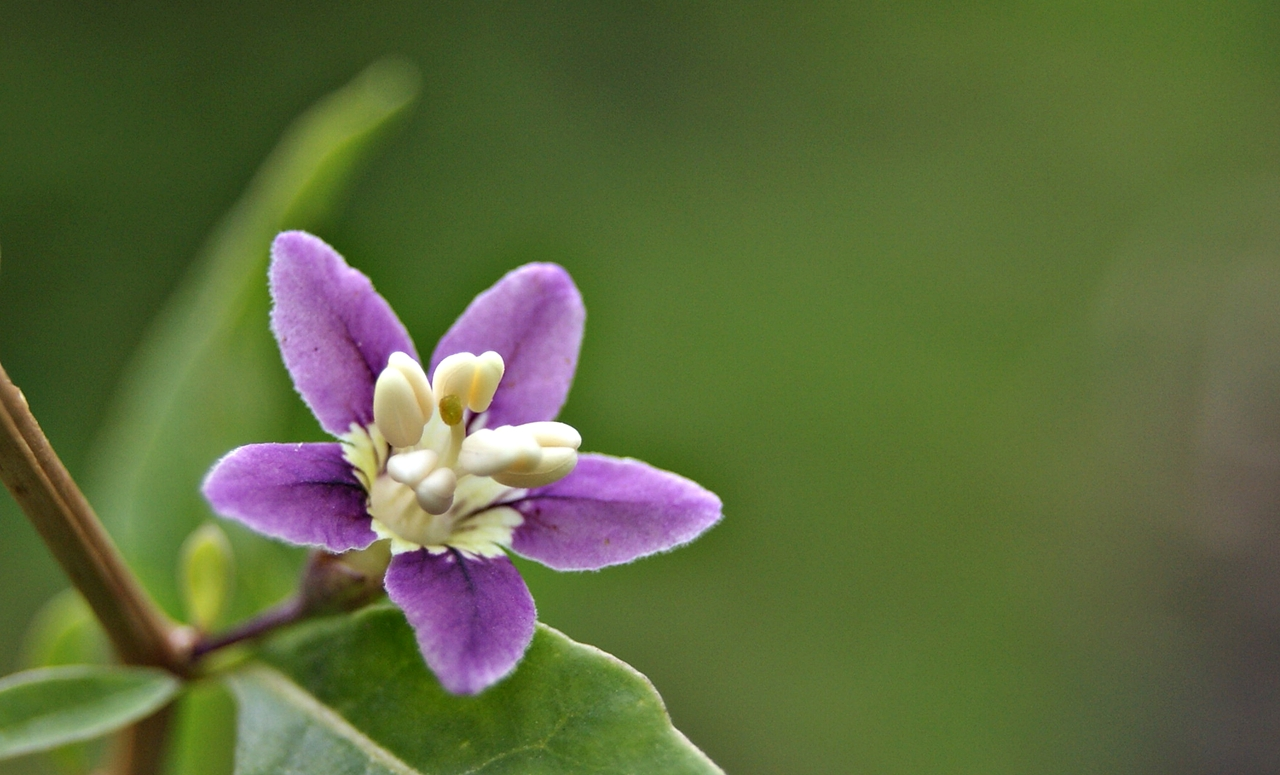
Květ

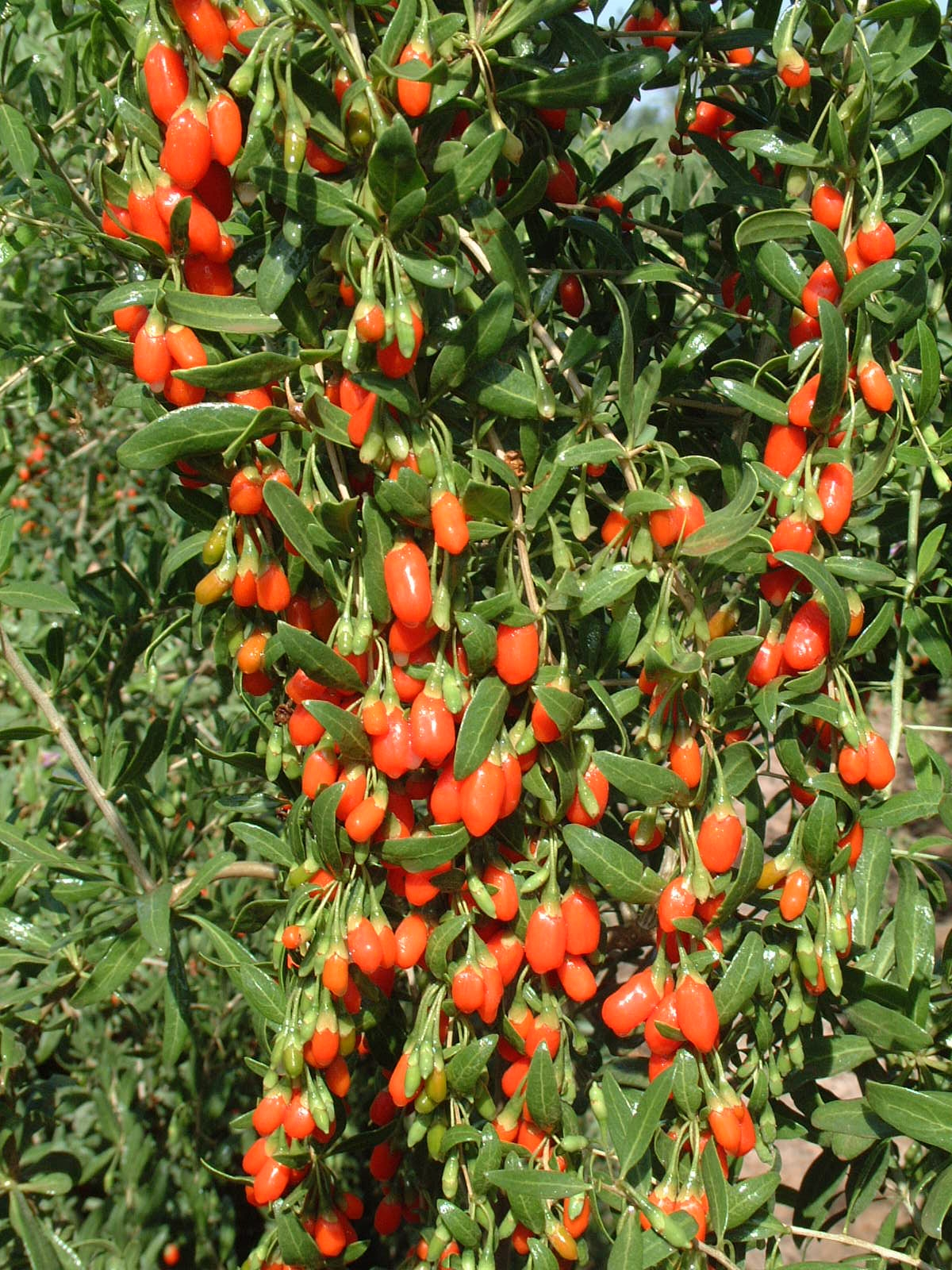
Plody

Kustovnice cizí (Lycium barbarum) je opadavý, bohatě větvený, růžově kvetoucí keř s červenými plody, které jsou společně s plody velmi podobné kustovnice čínské nazývané godži a jsou v tradiční asijské medicíně považované za léčivé. Je druh z širokého rodu kustovnice, nyní tvořeného asi 70  druhy, z nichž asi jen čtyři rostou v Evropě. V české přírodě je považována za invazní neofyt. Občas bývá ve starší literatuře uváděna jako jedovatá, což je dáno tím, že patří do jeduplné čeledě lilkovitých obsahující mnohé toxické látky (withanolidy, pyrrolové deriváty i tropanové alkaloidy). Přestože se v okrasných zahradách na území dnešní České republiky pěstuje již od roku 1785 a následně jako zplanělá dřevina se vyskytuje ve volné přírodě od roku 1870, není mezi širší veřejností příliš známou.
Vědecké rodové jméno Lycium odvodil Carl Linné z řeckého pojmu "lykion", což označuje trnitý keř a české rodové jméno "kustovnice" vytvořil Jan Svatopluk Presl z ruského slova "kust" pro keř či křoví.

## Rozšíření
Protože se jedná o dlouho pěstovanou kulturní rostlinu, je její původní areál nejistý a nelze jej přesně ohraničit. Podle jedněch posledních výzkumů pochází ze západních oblastí Číny. Podle druhých je mimo této části Číny původní i v oblasti severovýchodní Indie a dále na přiléhajících územích Nepálu, Íránu, Iráku, Libanonu, Sýrie, severního Kavkazu (Arménie, Ázerbájdžánu a Gruzie), stejně jako v evropské i asijské části Turecka, na severu Saúdské Arábie a v severní africké i asijské části Egypta.
Zavlečena byla do řady zemí s mírným až subtropickým klimatem. V současnosti roste v převážném území Evropy, ve Střední a východní Asii, na jihu Austrálie i v Americe ve Spojených státech, Kanadě a na jihu kontinentu v Argentině.

## Ekologie
Rostlina nevyžaduje kvalitní humózní půdu, dobře roste na suchých, zásaditých, hlinitopísčitých či písčitých, stejně jako kamenitých půdách. Ve volné přírodě se vyskytuje na suchých svazích, náspech okolo železničních tratí a silnic, na rumištích, u zpustlých zdí a plotů, stejně jako v městském prostředí kde snáší zasolenou půdu i znečištěné ovzduší. Poměrně rychle se samovolně šíří, hojná je v termofytiku a přiléhajícím mezofytiku, v oreofytiku se nevyskytuje. Stává se součásti mezofilních a xerofilních křovin i ruderálních a pasekových společenstev. V současnosti má její výskyt v české přírodě částečně invazní charakter.
Kustovnice cizí je fanerofyt snadno přežívající středoevropské zimy, je však náročná na světlo a ve stínu málo kvete. V evropských podmínkách rozkvétá na výživné půdě již jako mladá rostlina s několika pruty, ale plodí v pozdějším věku, až keř zmohutní. V Česku nakvétá drobnými načervenalými květy s ohledem na umístění stanoviště od konce května do počátku září.

## Popis
Opadavý, bohatě větvený keř vyrůstající obvykle do výšky 1 až 2 m s prutovitými, obloukovitě svěšenými větvemi, který vyrůstá z do široka rozprostřeného kořenového systému. Nevýrazně pětihranné větve, jež jsou za mládí světle šedé a s věkem tmavnou, jsou porostlé asi 5 mm dlouhými brachyblasty přeměněnými ve špičaté kolce. Větve mají střídavé jednoduché listy s asi 5 mm dlouhými řapíky. Listové čepele jsou dlouze eliptické až kopinaté, 45 až 65 mm dlouhé a 10 až 20 mm široké, šedozelené, po obvodě celistvé a hladké.
Květy na stopkách vyrůstají z úžlabí listenů ve svazečcích po dvou až třech, jsou oboupohlavné a nevonné. Zvonkovitý, dvoulaločný kalich je zelený, vytrvalý, asi 5 mm dlouhý, lysý a je rozdělen do tupě špičatých cípů. Nálevkovitá koruna s dlouhou úzkou trubkou je okolo 15 mm dlouhá a má pět do široka rozložených lysých cípů mívajících barvu růžovou, načervenalou nebo vzácně bílou. V koruně je pět vyčnívajících tyčinek, jež mají nitky do poloviny srostlé s korunní trubkou a jsou zakončené vejčitými prašníky otvírajícími se v podélné drážce. Svrchní, dvoupouzdrý, elipsoidní semeník nese dlouhou čnělku s hlavičkovitou bliznou přečnívající prašníky. Květy jsou opylovány blanokřídlým hmyzem a obsahují hojně pylu i nektaru. Při odkvétání se koruny květů přebarvují na světle žluté.
Plod je podlouhle vejčitá, dvoupouzdrá, 10 až 15 mm dlouhá bobule s lepkavou dužinou. Zralá bobule je barvy červené, šarlatově červené nebo oranžově červené, na vrcholu má přirostlý dvoucípý vytrvalý kalich a obsahuje větší počet (4 až 20) drobných semen o velikosti 2 mm. Ploidie druhu je 2n = 24.

## Možnost záměny
Velmi často bývá zde popisována kustovnice cizí zaměňována za kustovnici čínskou. Hlavní rozlišující morfologické znaky jsou tyto:
Kustovnice čínská:
dorůstá do výše až 1 m
listy má vejčité, kosočtverečné až kopinaté, celkově širší a více zelené
korunní trubka je kratší než korunní cípy
korunní cípy jsou po obvodě chlupaté
tyčinky jsou kratší než korunní cípy
kalich je dělen do 3 až 5 cípů
semena jsou dlouhá 2,5 až 3 mm
Kustovnice cizí:
dorůstá do výše až 1 až 2 m
listy má kopinaté až dlouze eliptické, šedozelené
korunní trubka je delší než korunní cípy
korunní cípy jsou po obvodě lysé
tyčinky jsou delší než korunní cípy
kalich je dělen do 2 cípů
semena jsou dlouhá asi 2 mm.

## Rozmnožování
Ve volné přírodě se kustovnice cizí rozmnožuje samovolně semeny z plodů nebo rozrůstáním původních keřů, v zahradnictví též řízkováním. Ve středoevropských podmínkách se polovyzrálé řízky píchají do pařeniště, kde do příchodu zimy zakoření a s příchodem jara se sází na trvalé stanoviště. Při rozmnožování semeny se tato vysévají brzy z jara na chráněné místo, brzy vzklíčí a semenáče se následný rok sázejí na zvolená místa. V asijských zemích se obvykle pěstuje na plantážích, kde se mladé rostlinky vysazují do sponu 2,5 × 1,2 m a pro docílení rychlého růstu a velké násady plodů se za sucha zavlažují a pravidelně hnojí. Rostliny dobře snášejí výchovný řez, mladé keře se řežou od země na jeden 60 cm vysoký kmínek který na vrcholu zakládá korunu, později se terminální výhon po etapách prodlužuje až do výšky 1,5 až 2 m, šíře koruny by měla být obdobná. Nejvíce plodů vyrůstá na mladých větvích s dostatkem světla, proto se vzniklé korunky pravidelně prořezávají. Plody se sklízí za sucha a ručně, po otlačení černají a ztrácejí na kvalitě, určené k rychlému zpracování se setřásají i se stopkami do plachet.

## Význam
V Evropě byla vysazovaná jako okrasná rostlina v parcích nebo na živé ploty, ve kterých v krátké době vytvořila neproniknutelnou hráz. Pro své široce rozložené kořeny byla také využívána na zpevnění a ozelenění svažitých terénů okolo silnic a železnic.
V místech svého původu jsou po mnoha století její plody využívané jako zeleninová součást tamní kuchyně i jako přírodní, pověstmi opředený lék asijské lidové medicíny. Tamní věhlas se roznesl i do Evropy, kde se plody staly módním potravinovým doplňkem. Množství a účinnost látek v nich obsažených podrobně popisuje článek Godži.

## Invazivita
Kustovnice cizí má v teplejších oblastech Čech a Moravy výskyt téměř invazního charakteru. Keře se velmi rychle rozrůstají a svými převislými větvemi rychle zaujmou velký prostor, jejich vrozenou nectností je schopnost vytlačit z okolí jakoukoliv jinou vegetací. V hodnotných biotopech suchých křovin se doporučuje její porosty likvidovat, jako vhodný postup se osvědčuje po tři roky je vysekávat a zatírat rány herbicidem bránícím opětovné regeneraci. Na místech, kde nemůže sloužit jako zdroj invazního šíření, lze její výskyt tolerovat.